# Truyền hình ở Nga

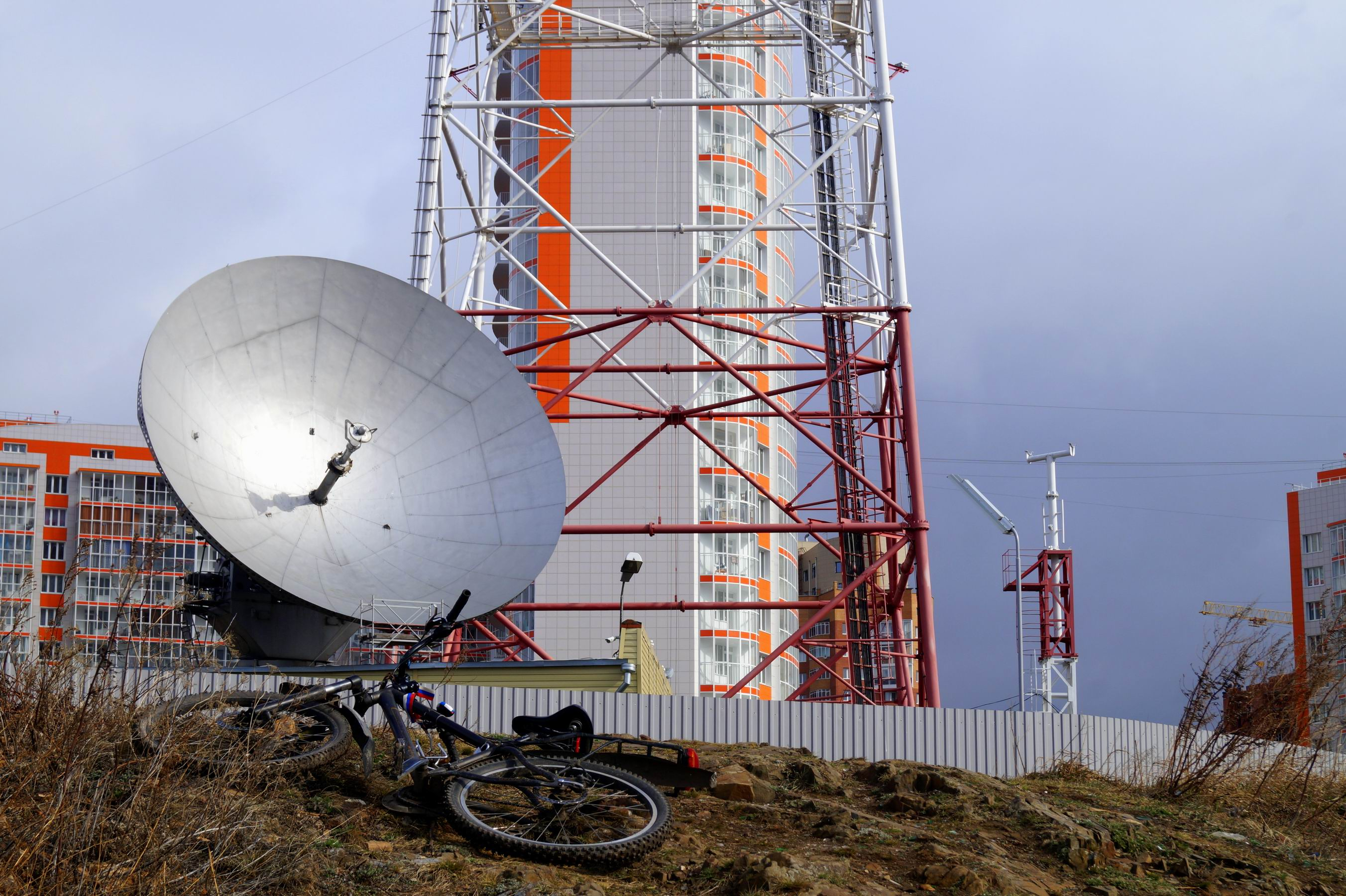
Một cơ sở hạ tầng truyền hình Nga ở Oktyabrskiy

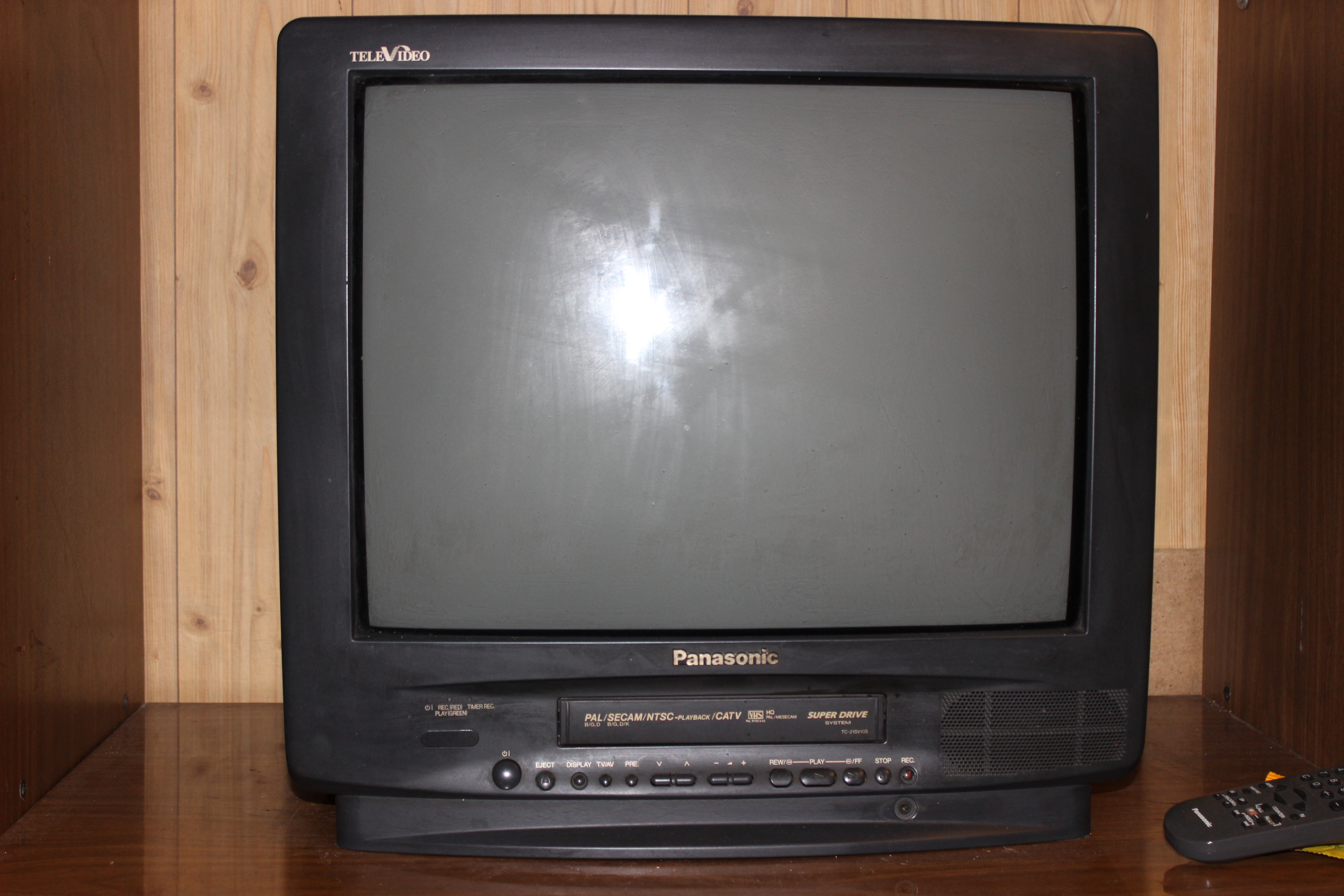
Một chiếc tivi ở Nga thường thấy trong các hộ gia đình

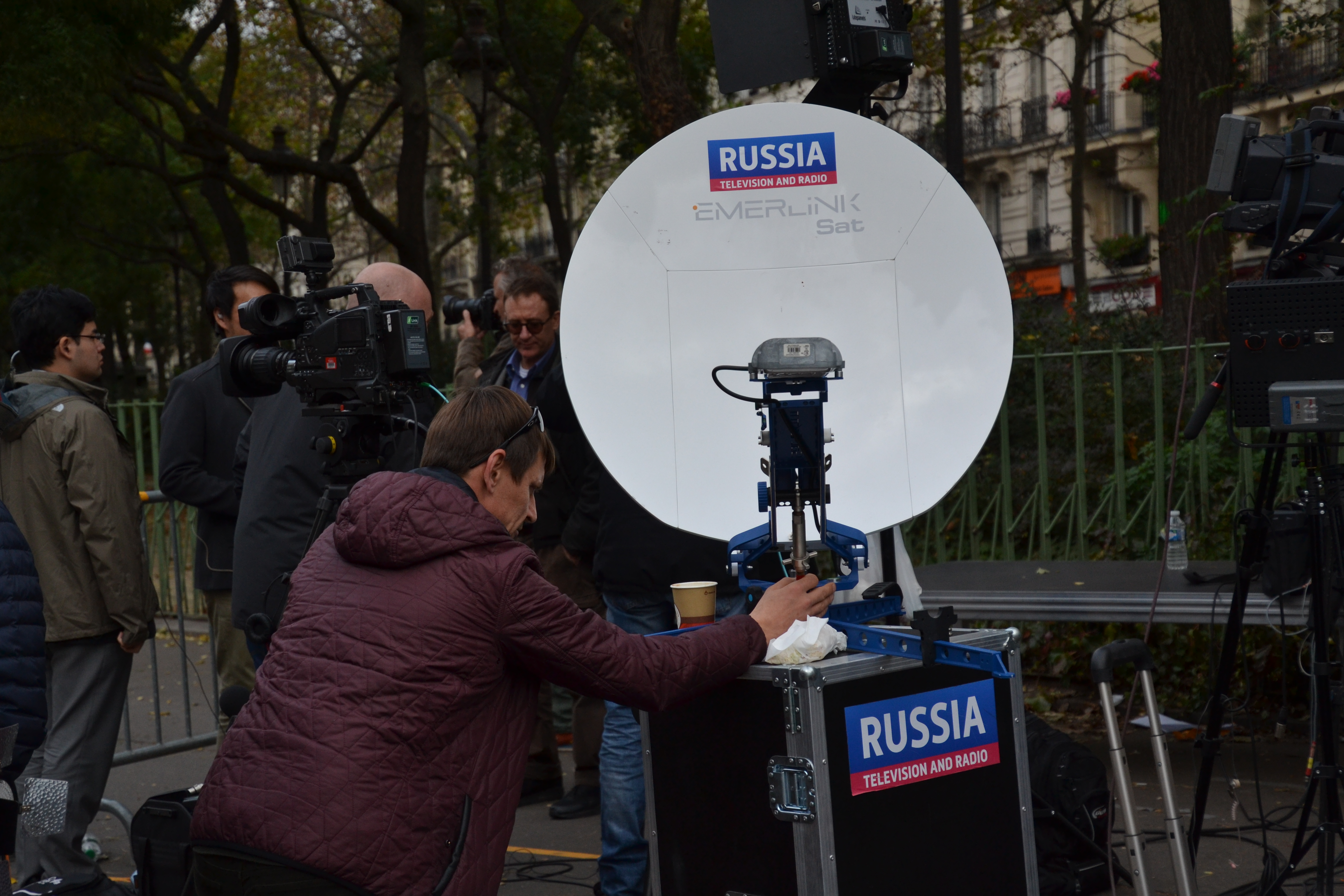
Tác nghiệp truyền hình ở Nga

Truyền hình ở Nga là phương tiện truyền thông phổ biến nhất ở nước Nga, với 74% dân số thường xuyên xem các kênh truyền hình quốc gia và 59% thường xuyên xem các kênh truyền hình khu vực. Tổng cộng có 6.700 kênh truyền hình. Trước khi chuyển sang truyền hình kỹ thuật số, có 3 kênh có phạm vi phủ sóng toàn quốc (phủ sóng trên 90% lãnh thổ Nga) gồm: Kênh 1 (Channel One),  Russia-1 và NTV. Các dịch vụ phát sóng vệ tinh hiện đại của Nga dựa trên các vệ tinh bus địa tĩnh cường độ mạnh như Gals, Ekspress, USP và Eutelsat cung cấp một lượng lớn các kênh truyền hình miễn phí cho hàng triệu hộ gia đình. Thời buổi bây giờ thì truyền hình trả tiền đang ngày càng phổ biến trong số những người xem truyền hình Nga. Công ty tin tức NTV Russia, thuộc sở hữu của Gazprom, phát sóng gói NTV Plus tới 560.000 hộ gia đình, tiếp cận hơn 1,5 triệu người xem. 
Tính đến tháng 5 năm 2013, trong số 53 triệu hộ gia đình có tivi ở Nga, trong đó có 24% được trang bị chức năng thu sóng vệ tinh trực tiếp đến nhà, khiến vệ tinh trở thành nền tảng hàng đầu của quốc gia này cho truyền hình kỹ thuật số. Số lượng hộ gia đình có vệ tinh trên khắp nước Nga tiếp tục tăng, tăng 25% từ năm 2011 đến năm 2013 từ 8 triệu lên 12,6 triệu. Có tới 10% trong số những hộ gia đình này nhận tín hiệu từ nhiều hơn một vị trí vệ tinh, nâng tổng số ăng-ten lên 13,8 triệu, do nước Nga có địa lý rộng lớn, hoang lạnh nên ở nhiều miền xa thì truyền hình vẫn là phương tiện phổ biến. Truyền hình cáp được giới thiệu vào Nga từ những năm 2000 và phát triển đáng kể vào đầu những năm 2010. Các nhà cung cấp dịch vụ cáp bắt đầu nâng cấp mạng lưới của họ lên DVB-C và bổ sung các dịch vụ mới như video theo yêu cầu, catch-up-TV và các dịch vụ khác. Năm 2012, truyền hình cáp chiếm hơn một nửa tổng số thuê bao truyền hình trả tiền (58%).
Năm 2022, ngành công nghiệp điện ảnh Nga đã sản xuất 345 phim truyện và 24 phim hoạt hình, ngành công nghiệp điện ảnh Nga là một trong những ngành phát triển trên thế giới, với hơn 250 bộ phim truyện được phát hành vào năm 2022. Chất lượng sản xuất, kịch bản thú vị, cùng nhiều đạo diễn, nhà sản xuất và diễn viên tài năng là những điểm nổi bật của các bộ phim Nga. Trong 6 năm đã có 19 bộ phim truyện và hoạt hình của Nga đã được công chiếu tại các rạp ở Việt Nam. Một số dự án cũng đã được trình chiếu trên các kênh truyền hình và nền tảng phát trực tuyến. Phim bộ của Nga đã được phát sóng trên truyền hình Việt Nam và đã được quảng bá tại Triển lãm Telefilm Việt Nam, tại thành phố Hồ Chí Minh năm 2023, các công ty Nga đã giới thiệu đến các nhà phân phối Việt Nam và Châu Á một loạt phim mới. Sê-ri đã trở thành một phần không thể thiếu trong các dòng phim tại Nga với các nền tảng VOD cung cấp nội dung cho những sở thích. Nga đã trở thành nhà xuất khẩu phim lớn trong vài năm. Hơn 80 dự án phim điện ảnh, phim bộ và hoạt hình được giới thiệu bởi các công ty điện ảnh Nga tại triển lãm Telefilm Việt Nam, do Roskino tổ chức tại thành phố Hồ Chí Minh nhằm quảng bá điện ảnh Nga ra quốc tế.